# فرودگاه کاردیف برادرز
فرودگاه کاردیف برادرز (به انگلیسی: Cardiff Brothers Airport) یک فرودگاه خصوصی است که یک باند فرود چمن دارد و طول باند آن ۹۱۴ متر است. این فرودگاه در کشور ایالات متحده آمریکا قرار دارد و در ارتفاع ۴۳ متری از سطح دریا واقع شده‌است.